# Ćurlina
Ćurlina (cyr. Ћурлина) – wieś w Serbii, w okręgu niszawskim, w gminie Doljevac. W 2011 roku liczyła 184 mieszkańców.